# Грачёв, Михаил Аврамиевич
Михаил Аврамиевич Грачёв (1866—1925) — русский астроном и геодезист, профессор Казанского университета, директор Астрономической обсерватории имени В.П. Энгельгардта..

## Биография
Окончил гимназию в Казани и поступил в 1887 на физико-математический факультет Казанского университета на отделение математических наук. В студенческие годы выполнил работу по определению широты Казанской обсерватории, за что был удостоен золотой медали. Ученик Д. И. Дубяго. После окончания университета в 1892 был оставлен ассистентом при кафедре астрономии и геодезии, где выполнил большой объём наблюдений на меридианном круге и пассажном инструменте. В 1892—1894 занимал должность астронома-наблюдателя городской обсерватории Казани. Основные его работы этого периода посвящены исследованиям изменения географической широты Казанской обсерватории, а также работе на пассажном инструменте Пистора и Мартинса для определения времени. Кроме того, в это время Грачёв проводил определения положений лунных кратеров Мёстинг А и Прокл, наблюдения Сатурна и Цереры на меридианном круге, а также кометы Холмса. За работу по исследованию изменяемости широты Казанской обсерватории был удостоен международной денежной премии и Золотой медали Русского астрономического общества.
С началом строительства в 1897 Энгельгардтовской обсерватории Грачёв активно участвует в организации работ, будучи первым помощником Д. И. Дубяго. В сентябре 1900 был назначен астрономом — наблюдателем новой обсерватории и занимал эту должность до 1 ноября 1918 года.
С 1903 года являлся основным (и долгое время — единственным) наблюдателем на меридианном круге Энгельгардтовской обсерватории. В 1909—1918 выполнил наблюдения абсолютных координат звезд, на основе которых в 1969 году был построен каталог абсолютных склонений 1942 звезд. В мае 1914 защитил диссертацию на степень магистра астрономии и геодезии. Преподавал в Казанском университете в качестве приват-доцента, с октября 1918 — в качестве профессора. После кончины Д. И. Дубяго в октябре 1918, возглавил Энгельгардтовскую обсерваторию и находился на посту директора до своей смерти. Руководя обсерваторией в условиях гражданской войны и разрухи, Грачёв проявил себя не только как администратор, но и как незаурядный хозяйственник. Ему удалось не только сохранить оборудование обсерватории от разграбления, но и организовать в этих условиях научную работу. В июне 1925 Грачёв, будучи тяжело больным (рак печени), поехал в Дрезден для принятия оставшейся части наследства Энгельгардта. Часть имущества Энгельгардта Грачёв сумел реализовать на Парижской выставке, а на вырученные деньги приобрел литературу для Энгельгардтовской обсерватории.
Через несколько дней после возвращения в Казань Грачёв скончался. Похоронен на территории обсерватории у подножия кургана рядом с могилой Д. И. Дубяго.

## Публикации
- Аберрационное постоянное из казанских наблюдений широты и вероятнейшее значение его / М. А. Грачев, астроном-наблюдатель Энгельгардт. обсерватории. — Казань : типо-лит. Имп. ун-та, 1913. — [6], 84 с.; 25. — (Труды Астрономической обсерватории Императорского Казанского университета; № 25).